# مپهیوو دلامینی
مپهیوو دلامینی (انگلیسی: Maphevu Dlamini؛ زاده ۳۱ مارس ۱۹۲۲ – درگذشته ۲۵ اکتبر ۱۹۷۹) سیاستمدار اهل اسواتینی بود. وی نخست‌وزیر سابق اسواتینی بود.